# Kevin Houben
Kevin Houben (* 1977 in Bree, Belgien) ist ein belgischer Komponist und Dirigent im Blasmusik-Bereich.
Houben befasst sich bereits seit frühester Jugend mit Musik. Nach seiner Schulzeit im flandrischen Bree ging er ans Lemmens-Institut in Löwen; dort erwarb er einen Abschluss im Fach Trompete. Er spezialisierte sich daneben auch auf Kammermusik und gewann einen ersten Preis in diesem Gebiet. Ein weiteres Diplom erhielt er in Blasorchesterdirektion. Darüber hinaus studierte er Komposition bei Jan Van der Roost und gewann einen ersten Preis in Arrangement bei Kristien de Smet. Danach vertiefte Houben seine Kenntnisse im Kontrapunkt bei Jan Hadermann und in Blasorchesterdirektion bei Edmond Saveniers.
Kevin Houben dirigiert verschiedene Ensembles und arbeitet als freischaffender Musiker in professionellen Ensembles und Orchestern. Unter anderem dirigierte er das Sinfonische Blasorchester des Kreismusikverbandes Westerwald  mit Musikern wie Michael Müller, La Köhler und Christopher Schmidt. Seit 2002 unterrichtet er an der Musikakademie von Nord-Limburg.
2016 wurde er mit dem Buma International Brass Award der niederländischer Stiftung Buma Cultuur ausgezeichnet.